# Tota Agra
Aristóteles Agra (Campina Grande, 20 de dezembro de 1956 - 30 de janeiro de 1999), conhecido também como Tota Agra, foi um empresário e político brasileiro, que exerceu mandatos como vereador e deputado estadual da Paraíba nas décadas de 1980 e 1990.

## Carreira política
Filho do ex-deputado estadual Everaldo da Costa Agra e de Dária Agra, trabalhou no setor farmacêutico antes de iniciar sua carreira política em 1988, quando disputou a eleição municipal daquele ano e surpreendeu ao se eleger vereador pelo PMB com 2.385 votos - 111 a menos que Vital do Rêgo Filho (PSB), que foi o mais votado. Seu irmão, Alberto Agra (falecido em 2012), também foi eleito, porém pelo PDS.
Na Câmara Municipal, presidiu a Comissão do Desenvolvimento Urbano e Meio Ambiente e também fez parte da comissão de Sistematização da Lei Orgânica do Município de Campina Grande, quando já era filiado ao PV.
Além de ser um defensor do meio ambiente, era favorável à legalização da maconha para uso medicinal, uma vez que chegou a afirmar em entrevistas que, enquanto integrava o Exército, acabou virando usuário de drogas. Em 1992, não conseguiu a reeleição para vereador, embora obtivesse 1.172 votos - grande parte deles vindos da Zona Leste de Campina Grande, sua base eleitoral.
Em 1994, Tota Agra disputou sua primeira eleição para deputado estadual, recebendo 7.826 votos (foi o deputado estadual menos votado entre os 36 eleitos). Na eleição de 1998, teve 7.379 sufrágios, que não foram suficientes para sua reeleição.

## Morte
Em 30 de janeiro de 1999, um dia antes de encerrar seu mandato de deputado estadual, Tota Agra faleceu após uma parada respiratória, aos 42 anos. Ele já enfrentava uma depressão antes de sair da Assembleia Legislativa. O então prefeito de Campina Grande, Cássio Cunha Lima, esteve no velório do ex-deputado, que foi sepultado no Cemitério Nossa Senhora do Carmo (bairro do Monte Santo).

## Vida pessoal
Os 2 irmãos de Tota Agra seguiram carreira política: Alberto Agra foi vereador entre 1989 e 1992 e 1997 e 2000, e o promotor de justiça Sócrates Agra, que foi também vice-presidente do Treze entre 2000 e 2001 e foi candidato a deputado estadual pelo PMN em 2002, recebendo 4.307 votos, porém não foi eleito.